# Lavid de Ojeda
Lavid de Ojeda är en ort i Spanien.   Den ligger i provinsen Provincia de Palencia och regionen Kastilien och Leon, i den norra delen av landet, 260 km norr om huvudstaden Madrid. Lavid de Ojeda ligger 876 meter över havet och antalet invånare är 126.
Terrängen runt Lavid de Ojeda är platt åt sydväst, men åt nordost är den kuperad. Runt Lavid de Ojeda är det glesbefolkat, med 15 invånare per kvadratkilometer. Närmaste större samhälle är Aguilar de Campóo, 18,1 km nordost om Lavid de Ojeda. Trakten runt Lavid de Ojeda består till största delen av jordbruksmark.